# Core Keeper
Core Keeper är ett sandboxspel från svenska Pugstorm som sålt över en miljon exemplar och listats som ett av världens bästa co-opmanagementspel av Polygon och PCGamer.